# اکنون من این هرزه‌ام
«اکنون من این هرزه‌ام» اولین تک‌آهنگ لیوی فرانک خواننده و ترانه‌سرای بریتانیایی باربادوس است که در ۱۳ ژوئن ۲۰۰۹ توسط جایو رکوردز منتشر شد. هنرمند اهل ایالات متحده آمریکا، پیت‌بول به عنوان خواننده مهمان در آن حضور دارد.
«اکنون من این هرزه‌ام» به موفقیت متوسطی دست یافت و در نیوزیلند به رتبه ۲۴ و در بریتانیا به رتبه ۴۰ رسید. در ایالات متحده، این آهنگ نتوانست وارد بیلبورد داغ ۱۰۰ شود و در رتبه ۱۴ در بابلینگ آندر هات ۱۰۰ قرار گرفت. با این حال، در ترانه‌های باشگاه رقص بیلبورد به رتبه یک رسید. یک موزیک ویدیوی همراه با سارا چتفیلد کارگردانی شده‌است و فرانک را در حال آواز خواندن و رقصیدن به همراه رقاصان زن و مرد نشان می‌دهد.